# Rıdvan Şimşek
Rıdvan Şimşek (Konak, 17 gennaio 1991) è un calciatore turco, difensore svincolato.

## Caratteristiche tecniche
È un terzino destro.

## Carriera

### Club
Cresciuto nelle giovanili del Karşıyaka, ha esordito il 28 settembre 2008 in un match pareggiato 1-1 contro il Kasımpaşa.

## Statistiche

### Presenze e reti nei club
Statistiche aggiornate al 30 gennaio 2017.
| Stagione           | Squadra            | Campionato         | Campionato | Campionato | Coppe nazionali | Coppe nazionali | Coppe nazionali | Coppe continentali | Coppe continentali | Coppe continentali | Altre coppe | Altre coppe | Altre coppe | Totale | Totale | Totale |
| Stagione           | Squadra            | Comp               | Pres       | Reti       | Comp            | Pres            | Reti            | Comp               | Pres               | Reti               | Comp        | Pres        | Reti        | Pres   | Reti   |        |
| ------------------ | ------------------ | ------------------ | ---------- | ---------- | --------------- | --------------- | --------------- | ------------------ | ------------------ | ------------------ | ----------- | ----------- | ----------- | ------ | ------ | ------ |
| 2008-2009          | Karşıyaka          | 1L                 | 26         | 0          | CT              | 0               | 0               |                    | -                  | -                  |             | -           | -           | 26     | 0      |        |
| 2009-2010          | Beşiktaş           | SL                 | 4          | 0          | CT              | 1               | 1               | UCL                | 0                  | 0                  | ST          | 1           | 0           | 6      | 1      |        |
| 2010-2011          | Beşiktaş           | SL                 | 3          | 0          | CT              | 1               | 0               |                    | -                  | -                  |             | -           | -           | 4      | 0      |        |
| 2011-gen. 2012     | Karabükspor        | SL                 | 2          | 0          | CT              | 0               | 0               |                    | -                  | -                  |             | -           | -           | 2      | 0      |        |
| gen.-giu. 2012     | Elazığspor         | 1L                 | 12         | 0          | CT              | 0               | 0               |                    | -                  | -                  |             | -           | -           | 12     | 0      |        |
| 2012-gen.-2013     | Beşiktaş           | SL                 | 0          | 0          | CT              | 0               | 0               |                    | -                  | -                  |             | -           | -           | 0      | 0      |        |
| Totale Beşiktaş    | Totale Beşiktaş    | Totale Beşiktaş    | 7          | 0          |                 | 2               | 1               |                    | 0                  | 0                  |             | 1           | 0           | 10     | 1      |        |
| gen.-giu. 2013     | Gaziantepspor      | SL                 | 0          | 0          | CT              | 0               | 0               |                    | -                  | -                  |             | -           | -           | 0      | 0      |        |
| 2013-2014          | Karşıyaka          | 1L                 | 31         | 0          | CT              | 1               | 0               |                    | -                  | -                  |             | -           | -           | 32     | 0      |        |
| 2014-2015          | Karşıyaka          | 1L                 | 21         | 1          | CT              | 0               | 0               |                    | -                  | -                  |             | -           | -           | 21     | 1      |        |
| Totale Karşıyaka   | Totale Karşıyaka   | Totale Karşıyaka   | 52         | 1          |                 | 1               | 0               |                    | -                  | -                  |             | -           | -           | 53     | 1      |        |
| 2015-2016          | Antalyaspor        | SL                 | 11         | 1          | CT              | 5               | 0               |                    | -                  | -                  |             | -           | -           | 16     | 1      |        |
| 2016-gen. 2017     | Antalyaspor        | SL                 | 5          | 0          | CT              | 0               | 0               |                    | -                  | -                  |             | -           | -           | 5      | 0      |        |
| Totale Antalyaspor | Totale Antalyaspor | Totale Antalyaspor | 16         | 1          |                 | 5               | 0               |                    | -                  | -                  |             | -           | -           | 21     | 1      |        |
| gen.-giu. 2017     | Sivasspor          | 1L                 | 12         | 1          | CT              | 5               | 0               |                    | -                  | -                  |             | -           | -           | 17     | 1      |        |
| 2017-2018          | Sivasspor          | SL                 | 12         | 0          | CT              | 4               | 0               |                    | -                  | -                  |             | -           | -           | 16     | 0      |        |
| Totale carriera    | Totale carriera    | Totale carriera    | 139        | 3          |                 | 17              | 1               |                    | 0                  | 0                  |             | 1           | 0           | 157    | 4      |        |

## Palmarès
- Coppa di Turchia: 1

Beşiktaş: 2010-2011
- TFF 1. Lig: 1

Sivasspor: 2016-2017